# غوردون بورتون غرانت
غوردون بورتون غرانت هو سياسي كندي، ولد في 13 سبتمبر 1910 في ريجاينا في كندا، وتوفي في 16 يناير 2001. انتخب عضو المجلس التشريعي من ساسكاتشوان.